# Aoteadrillia wanganuiensis
Aoteadrillia wanganuiensis är en snäckart som först beskrevs av Hutton 1873.  Aoteadrillia wanganuiensis ingår i släktet Aoteadrillia och familjen Turridae. Inga underarter finns listade i Catalogue of Life.